# 近畿日本ツーリスト中国四国
株式会社近畿日本ツーリスト中国四国（きんきにっぽんツーリストちゅうごくしこく）は、かつて存在した近畿日本ツーリストグループの旅行会社。広島県広島市に本社を置いていた。

## 概要
大手総合旅行会社であった初代の近畿日本ツーリスト（現：KNT-CTホールディングス）の事業を地域分社化し、その地域に密着した営業を展開する目的で設立され、近畿日本ツーリスト（初代・旧会社）と旧KNTツーリスト（近畿日本ツーリスト個人旅行に合併）の中国地方と四国地方における店舗・事業を統合・継承した。
特定の事業に片寄らず、団体旅行事業、個人旅行事業、地域振興事業を営み、国内ブランド「メイト」、海外ブランド「ホリデイ」の中国地区・四国地区発着をはじめとする商品企画から仕入・手配、店頭・Web・提携販売まで行う総合旅行会社であった。
2021年10月1日、地域子会社統合により近畿日本ツーリスト首都圏（現：近畿日本ツーリスト（3代））に吸収合併され解散した。

## 沿革
- 2011年（平成23年）9月1日 - 株式会社近畿日本ツーリスト中国四国設立。
- 2012年（平成24年）1月1日 - 近畿日本ツーリスト（初代・旧会社）から会社分割により中国地方と四国地方における旅行事業を譲り受け、また旧KNTツーリスト（近畿日本ツーリスト個人旅行に合併）の中国・四国地方の店舗の移管をうけ[3]営業を開始。
- 2021年（令和3年）10月1日 - 株式会社近畿日本ツーリスト首都圏に吸収合併され解散。近畿日本ツーリスト株式会社（3代）の一部となる。

## 支店・営業所
中国地方5県と四国地方4県に店舗を置いている。

## 主な系列会社
- 株式会社近畿日本ツーリスト北海道
- 株式会社近畿日本ツーリスト東北
- 株式会社近畿日本ツーリスト関東
- 株式会社近畿日本ツーリスト首都圏
- 株式会社近畿日本ツーリスト中部
- 株式会社近畿日本ツーリスト関西
- 株式会社近畿日本ツーリスト九州
- 株式会社近畿日本ツーリスト沖縄
- 株式会社近畿日本ツーリスト神奈川（旧・相鉄観光株式会社）
- クラブツーリズム株式会社